# Guillaume Lesquin
Pour les articles homonymes, voir Lesquin (homonymie).
Guillaume Michel Marie Lesquin (Roscoff, 3 mai 1803 - Valparaiso, au Chili, 24 décembre 1830) est un navigateur français, célèbre pour son naufrage aux îles Crozet. 

## Biographie
Il est le fils d'un négociant de Roscoff, qui fut maire de la ville. Ayant envie d'aventure, il embarque comme novice à 17 ans à bord d'un navire. Montrant très vite des aptitudes, il monte en grade et se voit confier le commandement de la goélette Aventure pour la chasse à l'éléphant de mer et l'otarie dans le grand sud. Il quitte  l'île de France  (actuelle île Maurice) le 28 mai 1825 avec pour mission de débarquer aux îles Crozet une partie de son équipage pour chasser ces mammifères marins et récupérer leur huile. 
Après des semaines de navigation difficile, le bateau est en vue de l'île aux Cochons mais la forte mer pendant 20 jours empêche tout débarquement. L'eau douce commençant à manquer, le 25 juillet, neuf hommes partent à bord d'un canot et réussissent à aborder l'île. Mais une tempête arrive et le navire et des lames d'eau déferlent sur le bateau, provoquant une voie d'eau et emportant le second canot. Les ancres se rompent et le navire est obligé de s'éloigner, le 26 juillet au matin, laissant les 9 hommes à terre. Trois jours plus tard, le 30 juillet dans la tempête, le navire heurte les récifs de l'île de l'Est.  Lesquin et six de ses hommes parviennent à prendre pied sur l'île. Les îles de l'archipel sont désolées avec une maigre végétation et le temps sous cette latitude, très hostile. Pour survivre, les hommes se nourrissent des œufs des manchots et des oiseaux de mer et construisent un abri rudimentaire. 
Avec la graisse des éléphants de mer, ils font du combustible et s'habillent de la peau des loups marins. Explorant les montagnes centrales, ils découvrent la vallée de l'Abondance au sud de l'île de l'Est et, après dix-huit mois de lutte, le 6 janvier 1827, sont recueillis, ainsi que les hommes de l'île de la Possession, par un navire anglais qui, ignorant l’existence des îles Crozet, passe par hasard. 
À son retour en France, Lesquin écrit ses aventures qu'il publie dans le Lycée armoricain et dans les Annales maritimes et coloniales de 1827 et qui seront reprises en 1839-1840 dans le Musée des familles. 
Reparti naviguer, Guillaume Lesquin meurt assassiné à Valparaiso le 24 décembre 1830 lors d'une escale.
Le Service hydrographique et océanographique de la Marine conserve une carte manuscrite dressée par Lesquin des îles de l'Est et de la Possession. 
Le mont Lesquin, sommet de l'île de l'Est, qui présente la plus haute falaise du monde, est nommé d'après lui.

## Publication
- Relation du naufrage de la goélette l'Aventure de l'île de France, commandée par M. Lesquin, 1827[4]